# ヴィーナスとキューピッド (ロット)
『ヴィーナスとキューピッド』（イタリア語: Venere e Cupido）は、ロレンツォ・ロットが1530年ころ、カンバスに油彩で制作した絵画である（92, 4x111, 4 cm）。ニューヨークのメトロポリタン美術館が所蔵している。

## 来歴
この作品が世に知られたのは1918年のことであり、来歴については分かっていない。サロモン・レナックが『Répertoire des peintures du Moyen Âge et de la Renaissance（中世およびルネッサンス絵画目録）』の中で図版入りで紹介して公開され、その後、1986年にアメリカ合衆国のメトロポリタン美術館が購入するまでの所在は明らかにされていない。
この絵画には、結婚式や性的事項にまつわる多数の象徴が描き込まれており、おそらくは結婚の記念として制作されたのであろうと推察されている。

## 描写と様式
背景には、ツタの絡まる木にかけられた赤いカーテンが置かれている。ヴィーナスは裸体で布の上に横たわり、傍にキューピッドが立っている。辺りに散りばめられたものには、結婚を意味するギンバイカ（マートル）のガーランド、女性性を意味する貝殼やバラの花びらなど、様々な寓意が込められている。ヴィーナスの髪型、ティアラ、ベールは、花嫁に典型的なものである。また、真珠のペンダントの耳飾りは純潔の象徴である。興味を引くのは、ヴィーナスがかざすガーランドの輪の中央に小便を放ち、ヴィーナスの腹部にかけるという、キューピッドの奇妙な仕草であるが、これはあからさまな性的な豊穣（多産）の示唆である。この小便をする男児の姿はプエル・ミンゲンスとして知られる古典的な芸術のモチーフであり、ルネサンス期に再び描かれるようになった。
このヴィーナスは、ジョルジョーネの『眠れるヴィーナス』を思い起こさせるが、ここでは覚醒し、意識があるにもかかわらず、裸体であることを恥じらう様子もなく、見る者にまっすぐ視線を向けている。彼女の右手が持つガーランドの下には香炉が吊るされ、横たわる布の手前には、棒、ヘビが描かれている。これらから、このヴィーナスは、これからまさに結婚するカップルを祝福し、豊穣（多産）を願い、ヘビに象徴されるような隠された危険に注意するように警告しているものと思われる。なお、ツタは永遠の愛の象徴である。